# Trichogramma talitzkii
Trichogramma talitzkii is een vliesvleugelig insect uit de familie Trichogrammatidae. De wetenschappelijke naam is voor het eerst geldig gepubliceerd in 1987 door Dyurich.